# بردگوری موری
بردگوری موری در شهرستان اندیکا، بخش چلو، دهستان چلو، ۱/۵ کیلومتری شرق روستای موری واقع شده و این اثر در تاریخ ۲۶ اسفند ۱۳۸۷ با شمارهٔ ثبت ۲۵۹۹۱ به‌عنوان یکی از آثار ملی ایران به ثبت رسیده است.